# Ёнэхара, Мари
Мари Ёнэхара (яп. 米原万里 Ёнэхара Мари, 29 апреля 1950 года — 25 мая 2006 года) — переводчица-синхронистка, эссеист, автор документальной и художественной прозы. Уроженка Токио. После окончания школы Мёдзё гакуэн училась на кафедре русского языка Токийского университета иностранных языков. Окончила магистратуру Токийского университета по специальности русский язык и русская культура.

## Биография
Мари Ёнэхара родилась в Токио. Её отец Итару Ёнэхара, был членом постоянной комиссии японской коммунистической партии, а также депутатом палаты представителей. В 1959 году, когда Мари училась в третьем классе районной начальной школы Магомэ в Ота, её отец был назначен представителем от японской коммунистической партии и начал работать в Праге, в столице Чешской республики, поэтому вся семья переехала вместе с ним в Чехословакию.
В детстве с 9 до 14 лет она ходила в школу при советском посольстве, в которой учились дети из семей руководителей коммунистической партии в зарубежных странах и которую курировало Министерство иностранных дел Советской Союза. В этой школе учились дети приблизительно из 50 стран, а преподавателей командировали из СССР. Выбор был сделан в пользу советской школы вместо школы с преподаванием на чешском языке, потому что русский язык можно было продолжать изучать и в Японии, после возвращения на родину.
В ноябре 1964 года, когда Мари была в седьмом классе, она окончила обучение в школе при посольстве СССР и возвратилась в Японию. Девочка испытала культурный шок из-за разницы в экзаменационных системах: Японии было принято традиционное тестирование, как правило с закрытыми заданиями, а в советских школах на открытые экзаменационные вопросы нужно было давать развернутый ответ-изложение.
В апреле 1971 года Мари Ёнэхара поступила на кафедру русского языка Токийского университета иностранных языков.
Будучи студенткой, Ёнэхара не собиралась становиться переводчицей. В 1974 году в открытке к своей младшей сестре Юри, которая училась в Университете Хоккайдо, она писала: «Я хочу стать архитектором».
В марте 1975 года она окончила этот университет и в апреле того же года поступила на работу в компанию «Тёбунся». В марте 1976 года она уволилась из компании и с апреля начала учиться в аспирантуре Токийского университета по специальности русский язык и русская литература. В марте 1978 года она окончила магистерский курс.
После окончания аспирантуры
До 1990 года преподавала русский язык в институте русского языка «Ниссо-Гакуин» и в университете «Бунка-гакуин».
В середине 1980-х для телепрограммы канала TBS «Большой сибирский травелог» она подготовила репортаж о Якутске, где средняя температура во время зимних морозов достигает минус 60 градусов по Цельсию, и проехала по морозной Сибири десять тысяч километров. О своем необычном опыте Мари Ёнэхара рассказала не только по телевидению, но также и в книге для детей «Мир при минус пятидесяти: жизнь в полярный мороз».
В 1991 году был оценён вклад Мари Ёнэхары в повышение оперативности новостных сообщений — она получила премию Японской ассоциации женщин на радио и телевидении (премия SJ).
Российский президент Борис Ельцин обращался к Ёнэхаре по имени: Мари-сан.
С апреля 1997 года по март 1998 года работала приглашенной преподавательницей на канале NHK в образовательной телепрограмме:«Говорим по-русски (NHK)».

## Переводческая деятельность
С конца 1970-х годов, Мари Ёнэхара занималась устным и письменным переводом. Начиная с 1983 года играла активную роль как переводчица-синхронистка на встречах с первыми лицами из русскоязычных государств. Занималась разными видами синхронного перевода, особенно после перестройки: начиная с новостей о России и странах бывшего СССР и заканчивая конференц-переводом.
В 1989—1990 годах в цикле передач канала TBS «Космический проект» участвовала в переговорах с СССР в качестве центральной фигуры переводческой команды с японской стороны. В период трансляции специальной программы «Первый японец в космосе» выполняла обязанности синхронного переводчика с русского языка. Благодаря этой деятельности рядовые японцы узнали, что такое синхронный перевод, и сама Ёнэхара тоже стала известной личностью.
В 1995—1997 годы, а также с 2003 года вплоть до своей смерти в 2006 году Мари Ёнэхара стояла во главе Ассоциации переводчиков-русистов, в основании которой принимала участие в 1980 г. Она прилагала все усилия для улучшения отношения к синхронным переводчикам в японском обществе.
В 2001 году Мари Ёнэхара перевела спектакль японского писателя и драматурга Хисаси Иноуэ «Жизнь с отцом или радуги над Хиросимой», для подготовки субтитров во время выступления в Москве. Позднее этот перевод был опубликован в сборнике «Полвека японского театра : 90-е годы».

## Литературное творчество
В 1995 году Мари Ёнэхаре была присуждена премия «Ёмиури» за книгу «Неверная красавица или верная дурнушка» (1994).
Будучи синхронным переводчиком, со второй половины 1980-х годов Мари в полной мере прочувствовала падение Берлинской стены, крах коммунистических партий в Восточной Европе и распад СССР. Поэтому, обеспокоенная судьбой друзей со времен школьных дней в Праге, она отправилась в путешествие на поиски трех подруг, бывших одноклассниц: гречанки Риццы, румынки Анны и боснийки Ясны. Позднее она написала книгу о своем путешествии: «Заведомая правда вруньи Ани» (2001), которая получила премию Соити Оя в жанре нон-фикшн.
В 2003 году, Мари Ёнэхара удостоилась премию Бункамура «Два маго» за роман «Ирония Ольги Морисовны».
Мари Ёнэхара очень любила каламбуры. Она написала несколько книг, посвящённых шуткам, анекдотам и каламбурам. В Японии считается, что её произведения основаны на русской сатирической традиции, заложенной Гоголем.

## Произведения
Детские книги
- «Мир при минус пятидесяти: жизнь в полярный мороз», Кадокава София-бунко (1986)

Сборники эссе и художественные произведения
- «Неверная красавица или верная дурнушка», Синтё, 1994
- «Ведьмина дюжина — 13 отрезвляющих глав о правосудии и здравом смысле», Ёмиури-симбунся,1996
- «Россию штормит и сегодня», Нихон кэйдзай-синмбунся, 1998
- «Заведомая правда вруньи Ани», Кадокава Гакугэй, 2001
- «Солнце в середине ночи», Тюо-корон-синся, 2001
- «Завтрак туриста», Бунгэй-Сюндзю, 2002 (Эссе о еде, начиная с «Завтрака туриста», халвы, водки и заканчивая маленьким чёрным Самбо)
- «Ирония Ольги Морисовны», Сюэйся, 2002
- «Звездное небо в полдень», Тюо-корон-синся, 2003
- «Как рассказывать анекдоты, чтобы все смеялись», Сюэйся-синсё, 2005

Переводы
- Ломб Като, «Мой метод изучения языков — иностранный язык своими силами» (русское название: «Как я изучаю языки. Заметки полиглота»), Содзюся, 1981
- Иноуэ Хисаси. «Жизнь с отцом, или Радуги над Хиросимой», М.: Серебряные нити, 2002

## Семья
Отец — Итару Ёнэхара был одним из депутатов палаты представителей Японии.
Дед — Сёдзо Ёнэхара председательствовал в префектуральном совете Тоттори, а также служил членом палаты пэров и председателем торгово-промышленной палаты Тоттори.
Младшая сестра — Юри Иноуэ, жена писателя и драматурга Хисаси Иноуэ. До самой смерти Мари являлась управляющим директором японского отделения ПЕН-клуба, президентом которого был Иноуэ.

## Последние годы жизни
В последние годы жизни, уйдя с тяжелой — физически и морально — работы переводчика-синхрониста, Мари сосредоточилась на писательстве. В октябре 2003 года ей поставили диагноз киста яичника, и она прошла эндоскопическую операцию по удалению кисты. Во время операции вместо предполагаемой ранее кисты яичника у неё диагностировали рак яичников с возможными метастазами.
Ёнэхара, находящаяся под влиянием Макото Кондо, отказалась от открытой полостной операции по удалению зараженного органа, а также от принятия антираковых препаратов и радиотерапии. Она предпочла обратиться к так называемой народной медицине и проходила иммуностимуляцию народными средствами. Через год и четыре месяца ей снова была предложена операция, но она снова отказалась, и попробовала лечение термотерапией.
29 мая 2006 года СМИ сообщили, что 25 мая Мари Ёнэхара умерла в своей квартире в городе Камакуре (преф. Канагава).